# 網紋普提魚
網紋普提魚，又稱網紋狐鯛，為輻鰭魚綱鱸形目隆頭魚亞目隆頭魚科的其中一種，分布於西太平洋區，從東印度群島至東加，北至日本，南至澳洲海域，棲息深度5-100公尺，體長可達14.4公分，棲息在珊瑚礁區，屬肉食性，以軟體動物及甲殼類等為食，可作為觀賞魚。

## 擴展閱讀
- 網紋普提魚的图片 （页面存档备份，存于）